# Peter Evans (musicologo)
Peter Angus Evans (Hartlepool (West Hartlepool), 7 novembre 1929 – Hereford, 1º gennaio 2018) è stato un musicologo britannico, degno di nota per il suo libro The Music of Benjamin Britten.

## Biografia
Evans nacque a West Hartlepool e ha ricevuto la sua prima educazione presso il locale liceo classico. Studiò con Arthur Hutchings e A.E.F. Dickinson all'Università di Durham dal 1947 al 1951 e conseguì una laurea di primo livello nel 1950. Insegnò musica alla Bishop Wordsworth's School di Salisbury (1951–52) prima di ottenere il diploma di Fellowship dal Royal College of Organists nel 1952. Fu poi nominato docente alla Durham University nel 1953. Si laureò con un BMus a Durham quell'anno ed ottenne il Master con una dissertazione sui manoscritti di musica da camera del XVII secolo nella Biblioteca della Cattedrale di Durham. È stato insignito del DMus dall'università nel 1958. Dal 1961 al 1990 è stato professore di musica all'Università di Southampton, dove due dei suoi numerosi successi furono la creazione di un corso di laurea con lode in musica dagli inizi infausti e l'aggiunta di un eccellente luogo di spettacolo costruito appositamente, la Turner Sims Concert Hall nel campus dell'Università (1974), in collaborazione con il Southampton Institute of Sound and Vibration Research.
Dopo i suoi primi studi sulla musica della viola, in particolare quella di John Jenkins, Evans lavorò principalmente sul XX secolo, scrivendo articoli su Jonathan Harvey, Alan Rawsthorne (per l'edizione del 1980 di The New Grove) e soprattutto sulla musica di Benjamin Britten. Secondo Grove, ha portato su quel tema "una mente analitica acuta, unita a un approccio in cui i valori musicali sono saldamente assegnati al primo posto".
A plaque erected in his memory in the Turner Sims, funded entirely by former students, reads: "Founder of the Department of Music ~ 
A brilliant musician and outstanding teacher who inspired countless students ~ His vision and drive gave rise to the Turner Sims Concert Hall ~ Remembered with gratitude and affection".
Evans died of severe double pneumonia on 1 January 2018, after a three-year battle with dementia.
Una targa eretta in sua memoria nel Turner Sims, finanziata interamente da ex studenti, recita:
Evans è morto di grave polmonite doppia il 1º gennaio 2018, dopo tre anni di battaglia contro la demenza.

## Libri
- "The Vocal Works", Michael Tippett: a Symposium, ed. I. Kemp (London, 1965), 135–61
- The Music of Benjamin Britten (London, 1979, 3/1996)
- "Synopsis: the Story, the Music not Excluded", Benjamin Britten: Death in Venice, ed. Donald Mitchell (Cambridge, 1987), 76–85
- "The Number Principle and Dramatic Momentum in Gloriana", Britten's Gloriana: Essays and Sources, ed. P. Banks (Woodbridge, Suffolk, 1993), 77–93
- "Instrumental Music, I", Music in Britain: the Twentieth Century, ed. S. Banfield (Oxford, 1995), 179–277

## Articoli
- "Seventeenth-Century Chamber Music Manuscripts at Durham", Music & Letters, xxxvi (1955), 205–23
- "Martinů the Symphonist", Tempo, nos.55–6 (1960), 19–33
- "Compromises with Serialism", Proceedings of the Royal Musical Association, lxxxviii (1961–2), 1–15
- "Britten's 'War Requiem'", Tempo, nos.61–2 (1962), 20–39
- "Britten's Cello Symphony", Tempo, nos.66–7 (1963), 2–15
- "Musica Theoretica and Musica Practica: a Persistent Dichotomy" (Southampton, 1963) [inaugural lecture]; also pubd in Studies in Music [Australia], iii (1969), 1–16
- "Music of the European Mainstream, 1940–1960", The New Oxford History of Music, x (1974), 387–502